# Charles La Rocque
Pour les articles homonymes, voir Larocque.
Charles La Rocque (1809-1875) fut évêque de Saint-Hyacinthe au Québec de 1866 à 1875.

## Biographie
Né à Chambly le 15 novembre 1809, et ordonné prêtre le 29 juillet 1832, il exerça son ministère comme curé à Saint-Pie, à Blairfindie et à Saint-Jean-Dorchester. Le pape Pie IX, sur la demande des évêques de la province ecclésiastique de Québec, le nomma évêque de Saint-Hyacinthe, par sa bulle datée du 20 mars 1866. 
Il fut consacré sous ce titre, dans l'église de Saint-Jean-Dorchester, dont il était curé depuis 22 ans, le 29 juillet 1866, par Mgr l'administrateur de l'archidiocèse de Québec, assisté des évêques de Montréal et d'Ottawa, et prit possession solennelle de son évêché le 31 du même mois. Il mourut le 15 juillet 1875, et fut inhumé le 21 à l'Hôtel-Dieu de Saint-Hyacinthe.

## Sources
- Répertoire général du clergé canadien, par ordre chronologique depuis la fondation de la colonie jusqu'à nos jours, par Mgr Cyprien Tanguay, Montréal, Eusèbe Senécal & fils, imprimeurs-éditeurs, 1893.